# Otopharynx ovatus
Otopharynx ovatus är en fiskart som först beskrevs av Trewavas, 1935.  Otopharynx ovatus ingår i släktet Otopharynx och familjen Cichlidae. IUCN kategoriserar arten globalt som livskraftig. Inga underarter finns listade i Catalogue of Life.